# Mura di Monza
Le mura di Monza furono costruite nel XIV secolo per volere di Azzone Visconti.

## Storia

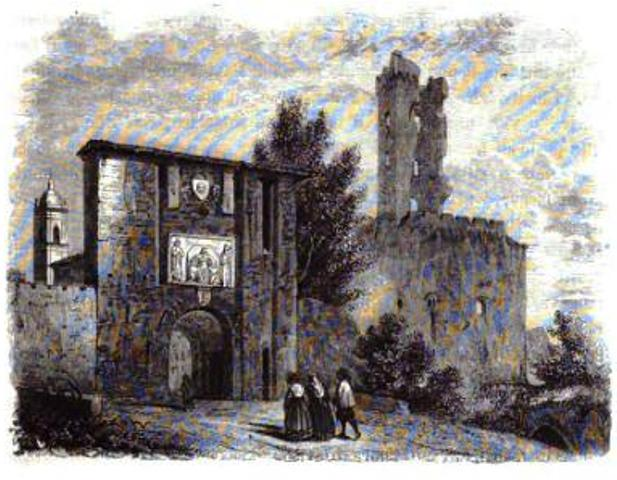
Porta Nuova (Porta di Milano) nel XVII secolo

Non si ha notizia di mura civiche a Monza in epoca romana.
Le precedenti mura alto medievali monzesi erano state abbattute durante le guerre e, al suo avvento alla Signoria, Azzone Visconti ne decise la ricostruzione.

L'opera fu iniziata nel 1333 e terminata nel 1385. Si dice che le mura fossero lunghe 4730 braccia e circondate all'esterno da un gran fossato e rinforzate all'interno con un terrapieno.
Le porte di accesso alla città erano otto:
- Porta Nuova, ossia di Milano, sorgeva nell'odierno Largo Mazzini
- Carnaria, nel 956 nota come porta dei carri, era adiacente a Porta Nuova
- Battifreda, questa porta veniva chiusa a chiave di notte
- di San Biagio, nota nel 1441 come porta de ulmo
- di Carrobiolo
- di Agrate o de'Gradi, questa porta veniva chiusa a chiave di notte
- di Lecco
- di Lodi

Tre di queste otto porte erano già preesistenti la costruzione delle nuove mura viscontee.
La cinta difensiva viscontea si estendeva per oltre due chilometri. Dotata di numerose torri di difesa, s'innestava al caposaldo costituito dal Castello di Monza, il cui unico resto, peraltro molto rimaneggiato nell'Ottocento, è la cosiddetta torretta viscontea. Un ramo del fiume Lambro (l'odierno Lambretto), appositamente deviato, forniva un'ulteriore protezione sul lato est della città.
Il percorso anulare delle mura è tuttora leggibile nella pianta cittadina, lungo le vie Aliprandi, Visconti, Manzoni, Appiani e dalle loro parallele che altro non erano che il percorso esterno alle mura stesse. Le porte erano costruite in pietra e laterizio come dei piccoli fortilizi, con merlature ghibelline, saracinesche e ponti levatoi. Ogni borgo cittadino prendeva il nome dalla relativa porta.
Nel corso dei secoli sopravvissero solo quattro porte: 
- Porta Nuova ossia di Milano, che fu demolita nel 1838;
- di San Biagio, che si trovava all'angolo fra l'attuale via Manzoni e via Zucchi come indicato dalla lapide posta dal comune, e che fu demolita nel 1855;
- di Carrobiolo, che si trovava fra l'attuale via Frisi e via Santa Croce;
- di Agrate o de'Gradi, che si trovava in corrispondenza dell'attuale via de Gradi e che fu l'ultima a essere demolita, nel 1908.

L'integrità delle mura e della fortezza fu intaccata già a partire dal XVI secolo quando la nonna di Marianna de Leyva diede inizio a delle parziali demolizioni "per far fronte alle scarse risorse finanziarie". 

Le mura viscontee furono completamente demolite fra il 1913 e il 1914.

## Indicazioni turistiche

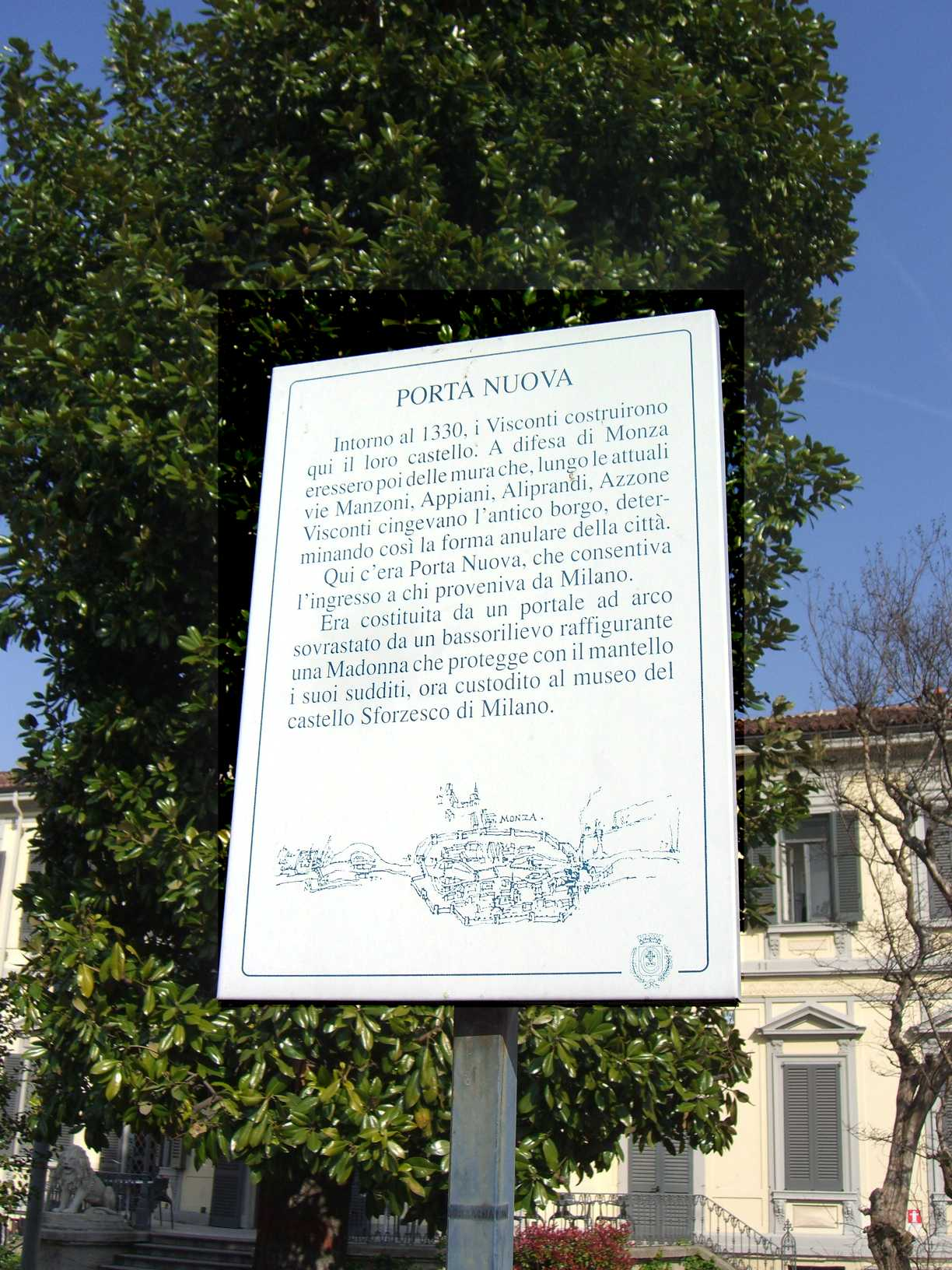
Porta Nuova
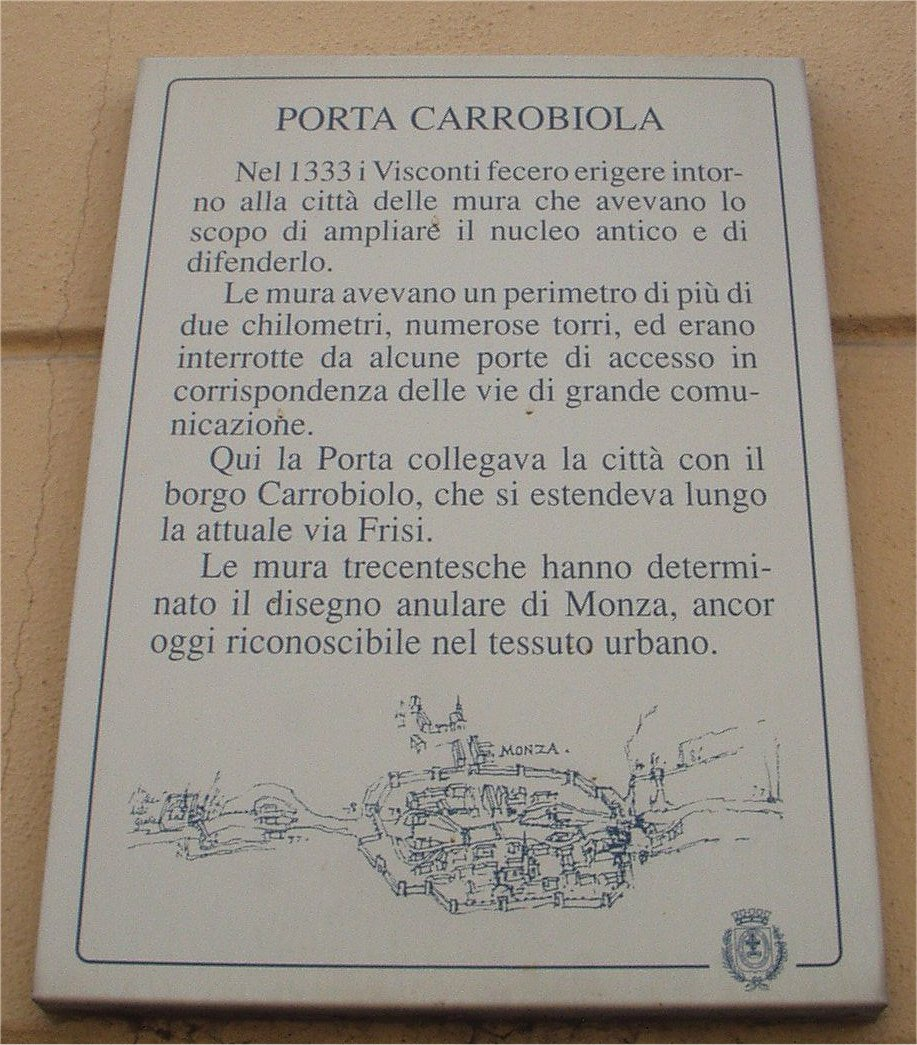
Porta Carrobiolo